# Artur Pałyga
Artur Pałyga (ur. 14 listopada 1971 w Hrubieszowie), zamieszkały w Bielsku-Białej – polski dramaturg, scenarzysta, pisarz, poeta, dziennikarz i pedagog.

## Życiorys
Absolwent polonistyki na Uniwersytecie Jagiellońskim i wychowania muzycznego w Studium Nauczycielskim w Bielsku-Białej. Jest autorem kilkudziesięciu sztuk wystawianych w Polsce i na świecie. W latach 2010–2012 konsultant programowy w Teatrze Polskim w Bielsku-Białej następnie w latach 2012–2014 zatrudniony na stanowisku dramaturga w Teatrze Polskim im. Hieronima Konieczki w Bydgoszczy. Od 2014 dramaturg w Teatrze Śląskim im. Stanisława Wyspiańskiego w Katowicach.
Od 1989 r. pracował jako dziennikarz w prasie lokalnej. Dziennikarz, autor licznych reportaży, publikowanych m.in. w „Rzeczypospolitej”, „Tygodniku Powszechnym”, „Gazecie Wyborczej”, „Odrze” i w wielu gazetach lokalnych. Jeden z reportaży o sex-czatach z „Dużego Formatu” znalazł się w antologii 20 lat nowej Polski w reportażach według Mariusza Szczygła (Wołowiec 2010). Dorabiał, jako pomocnik zbrojarza, sprzątacz wagonów oraz instruktor gry na gitarze. Przez kilka lat był aktorem w bielskiej grupie teatralnej „Heliotrop”. Pisał, redagował i rozrzucał w mieście zin kulturalny „Lunapark”. Występował jako artysta performer, między innymi z Dariuszem Fodczukiem w grupie „Włochy”. W młodości grał i śpiewał w zespole punkrockowym „Kompania K”. Nie ukończył studiów doktoranckich, ponieważ zajął się pisaniem sztuk dla teatru. W 2005 r. napisał musical dla bielskiego klubu osiedlowego pt. „Guma balonowa”. Następnie wygrał konkurs na sztukę o Bielsku-Białej, którą w 2006 r. zadebiutował na teatralnej scenie w bielskim Teatrze Polskim. Jego sztuki dwukrotnie zdobyły grand prix festiwalu Raport w Gdyni („Żyd” w reż. Roberta Talarczyka w 2008 r., „Wszystkie rodzaje śmierci” w reż. Pawła Passiniego w 2009). „Ostatni taki ojciec” w reż. Łukasza Witt-Michałowskiego oraz „Nieskończona historia” w reż. Piotra Cieplaka zwyciężyły w Konkursie na Wystawienie Polskiej Sztuki Współczesnej (2009 i 2012), a spektakl „Tato” w reż. Małgorzaty Bogajewskiej na podstawie jego sztuki otrzymał na tymże konkursie nagrodę za reżyserię w 2015 r. W 2016 r. „Nieskończona historia”, tym razem w reżyserii Małgorzaty Warsickiej zajęła drugie miejsce w Konkursie na Wystawienie Polskiej Sztuki Współczesnej. Jego teksty reżyserowali też: Piotr Ratajczak, Joanna Lewicka, Witold Mazurkiewicz, Paweł Łysak, Jan Klata, Grażyna Kania, Wojciech Faruga, Agata Kucińska, Tomasz Wygoda, Aneta Groszyńska, Małgorzata Warsicka, Marcin Liber. W 2013 r. zdobył Gdyńską Nagrodę Dramaturgiczną za sztukę pt. „W środku słońca gromadzi się popiół”. Sztuka ta w 2014 r. miała swoją prapremierę w krakowskim Teatrze Starym w reż. Wojciecha Farugi, a następnie zrealizował ją Wrocławski Teatr Lalek w reż. Agaty Kucińskiej. Czytania jego sztuk odbywały się we Francji, w Niemczech, w Rosji, w Hiszpanii, w Czechach i na Ukrainie. W 2014 roku premiera „Żyda” odbyła się w Budapeszcie. W 2015 r. Aneta Groszyńska zrealizowała na podstawie „Żyda” spektakl telewizyjny. W 2017 r. monodram „W promieniach” o Marii Skłodowskiej-Curie miał czytanie w Teatrze Nikołaja Kolady w Jekaterynburgu, a sztuka „Tato” w reżyserii Yesim Ozsoy miała premierę w Stambule. W 2017 r. zadebiutował jako reżyser spektaklem pt. „Dada z łasiczką” w jego reżyserii, w wykonaniu studentów i absolwentów Szkoły Aktorskiej Teatru Śląskiego. W ostatnich latach regularnie prowadził zajęcia literackie dla osób niepełnosprawnych w bielskim Stowarzyszeniu Teatr Grodzki. Ponad dziesięć lat pisał felietony do pisma „Przyjaciel Pies”, a od 2017 r. do miesięcznika „Teatr”. W Teatrze Śląskim prowadzi Szkołę Pisania Sztuk. W Teatrze Powszechnym w Warszawie wspólnie z Małgorzatą Sikorską-Miszczuk – Pracownię Podejrzanych Praktyk Teatralnych. W 2008 w Bielsku-Białej założył Teatr Tekstu im. Teodora Sixta. Jego sztuki tłumaczono na niemiecki, angielski, francuski, rumuński, czeski, ukraiński, rosyjski, węgierski, kataloński, bułgarski, turecki. Jest żonaty, ma dwóch synów.

## Teksty wystawione
- Guma balonowa – 2005, musical napisany dla Klubu Osiedlowego Widok w Bielsku-Białej. Grany w Bielskim Centrum Kultury
- Testament Teodora Sixta – 2006, Teatr Polski w Bielsku-Białej, reż. Robert Talarczyk, zwycięzca konkursu na sztukę o Bielsku-Białej ogłoszonego przez Teatr Polski w Bielsku-Białej. W 2007 r. zakwalifikowała się do finału Konkursu na Wystawienie Polskiej Sztuki Współczesnej
- Nic co ludzkie – 2008, Scena Prapremier Invitro. Lublin. reż. Paweł Passini, Piotr Ratajczak i Łukasz Witt-Michałowski
- Żyd – 2008, Teatr Polski w Bielsku-Białej, reż. Robert Talarczyk
- Wodzirej. Koszalin Kulturkampf – 2008, Bałtycki Teatr Dramatyczny im. Juliusza Słowackiego w Koszalinie, reż. Piotr Ratajczak
- Hamlet'44 – 2008, Muzeum Powstania Warszawskiego, Warszawa, scenariusz wspólnie z Magdą Fertacz, reż. Paweł Passini
- Turyści – 2009, Teatr Polski w Bydgoszczy, reż. Piotr Ratajczak
- Wszystkie rodzaje śmierci – 2009, Teatr Łaźnia Nowa w Nowej Hucie, Kraków, reż. Paweł Passini
- Ostatni taki ojciec (Ojcze nasz) – 2009, Scena Prapremier InVitro Lublin, reż. Łukasz Witt-Michałowski
- V (F) ICD-10. Transformacje – 2009, Teatr Polski w Bydgoszczy, reż. Paweł Łysak
- Tak wiele przeszliśmy tak wiele przed nami – 2009, Teatr Polski w Bielsku-Białej, reż. Piotr Ratajczak
- Już się ciebie nie boję, Otello! – 2010, Scena Prapremier InVitro Lublin, reż. Joanna Lewicka
- Idź w noc, Margot – 2010, Teatr Provisorium Lublin zrealizowany wspólnie z Kompanią Teatr, reż. Witold Mazurkiewicz
- Auschwitz Cat – 2011, czytanie inscenizowane, Sala Beckett, Barcelona, reż. Victor Munoz
- Bitwa o Nangar Khel – 2011, Teatr Polski w Bielsku-Białej, reż. Łukasz Witt-Michałowski
- Szwoleżerowie – 2011, Teatr Polski w Bydgoszczy, reż. Jan Klata
- Żyd – 2012, Teatr Rampa na Targówku, Warszawa, reż. Witold Mazurkiewicz
- Aporia 43/47 – 2012, (1) Dekalog: lokalna wojna światowa, Scena Prapremier InVitro Lublin, reż. Svitlana Oleshko; (2) Aporia'43, Scena Prapremier InVitro Lublin, reż. Łukasz Witt-Michałowski. Polsko-ukraiński projekt. Polska część zatytułowana „Aporia'43” to nawiązanie do wydarzeń na Wołyniu z lat 1943-45. Ukraińska część zatytułowana „Dekalog: lokalna wojna światowa” oparta została na „Dekalogu nacjonalisty ukraińskiego”
- Nieskończona historia – 2012, Teatr Powszechny im. Zygmunta Hübnera, Warszawa, reż. Piotr Cieplak
- Nieskończona historia – 2012, Teatr Nowy w Zabrzu, reż. Ula Kijak
- Truskawkowa niedziela – 2012, (Katharina Gericke, Artur Pałyga), Teatr Polski w Bydgoszczy, reż. Grażyna Kania. Spektakl zrealizowany we współpracy z Landesbühne Nord w Wilhelmshaven
- Nangar Khel. Postscriptum – 2012, Teatr Polski w Bielsku-Białej, na: Malta Festival Poznań
- Historie bydgoskie – 2013, utwory: Albrecht, Kazimierz Wielki, Kobiety wyklęte, Łowca reniferów, Łuczniczka, Maszyna ping, Śmierć mózgu, czyli dupa to nie wszystko, Wieczna Bydgoszcz, Teatr Polski w Bydgoszczy, reż. Paweł Łysak
- Love – 2013, Teatr CST Cieszyn, reż. Bogusław Słupczyński
- Morrison/Śmiercisyn – 2013, Opolski Teatr Lalki i Aktora im. Alojzego Smolki, reż. Paweł Passini
- Nieskończona historia – 2013, AT Warszawa – Wydział Sztuki Lalkarskiej Białystok, reż. Maria Żynel
- Ostatni taki ojciec (Tato) – 2014, Teatr „Bagatela” im. Tadeusza Boya-Żeleńskiego Kraków, reż. Małgorzata Bogajewska
- Ostatni taki ojciec (Ojcze nasz) – 2014, Centrum Sztuki Impart Wrocław, reż. Katarzyna Baraniecka
- Żyd – 2014, Kompania Teatr, Lublin, reż. Witold Mazurkiewicz
- Żyd – 2014, Szkéné Színház, Budapeszt, reż. Máté Szabó
- Szwoleżerowie – 2014, Teatr Muzyczny im. Danuty Baduszkowej w Gdyni, reż. Grzegorz Wolf
- W środku słońca gromadzi się popiół – 2014, Narodowy Stary Teatr im. Heleny Modrzejewskiej w Krakowie, reż. Wojciech Faruga
- Niech nigdy w tym dniu słońce nie świeci – 2014, Teatr im. Aleksandra Fredry w Gnieźnie, reż. Rafał Urbacki
- Melancholia. Violetta Villas – 2015, utwór: I nikt mnie nie poznał, Teatr Nowy w Łodzi, reż. Tomasz Wygoda
- Obywatel K. – 2015, Teatr Dramatyczny im. Jerzego Szaniawskiego w Wałbrzychu, Teatr Nowy Zabrze, reż. Piotr Ratajczak
- W środku słońca gromadzi się popiół – 2015, Wrocławski Teatr Lalek, reż. Agata Kucińska
- Western – 2015, Teatr Śląski im. Stanisława Wyspiańskiego w Katowicach, reż. Robert Talarczyk, Rafał Urbacki
- Lalka – 2015, (adaptacja), Teatr Polski w Bielsku-Białej, reż. Aneta Groszyńska
- Exodus 2.0 – 2016, Teatr Dramatyczny im. Aleksandra Węgierki w Białymstoku, reż. Agnieszka Korytkowska-Mazur
- Nieskończona historia – 2016, Teatr im. Wilama Horzycy w Toruniu, reż. Małgorzata Warsicka
- Psubracia – 2016, Teatr Śląski im. Stanisława Wyspiańskiego w Katowicach, reż. Mateusz Znaniecki
- Y – 2016, Teatr Muzyczny „Capitol” Wrocław, reż. Paweł Passini
- Znak Jonasza – 2016, neTTheatre, Polskie Radio, Warszawa, Lublin, reż. Paweł Passini. Koprodukcja neTTheatre/Centrum Kultury w Lublinie z Festiwalem Gorzkie Żale/Centrum Myśli Jana Pawła II oraz Programem 2 Polskiego Radia
- Narysowałam więcej, niż tu widać – 2016, (teksty:	Tomasz Gromadka, Katarzyna Mazur, Artur Pałyga, Przemysław Pilarski), Fundacja Strefa WolnoSłowa, Warszawa, reż. Alicja Borkowska
- Rewizor. Będzie wojna! – 2017, Teatr Ludowy w Krakowie Nowa Huta, reż. Małgorzata Bogajewska
- Dybbuk – 2017, (Artur Pałyga na motywach „Dybuka” Szymona An-skiego), Teatr Polski w Bielsku-Białej, reż. Paweł Passini
- Klątwy – 2017, (Stanisław Wyspiański/Artur Pałyga), Teatr im. Juliusza Osterwy w Lublinie, reż. Marcin Liber
- Muzułmany – 2017, Teatr Śląski im. Stanisława Wyspiańskiego w Katowicach, reż. Piotr Ratajczak
- Panna Nikt Tomasz Tryzna – 2017, (adaptacja), Wrocławski Teatr Współczesny im. Edmunda Wiercińskiego, reż. Paweł Passini
- DADA z łasiczką – 2017, Teatr Śląski im. Stanisława Wyspiańskiego w Katowicach, scenariusz i reżyseria: Artur Pałyga

## Sztuki opublikowane
- Ojcze nasz, w: „Dialog”, Warszawa, R. 53, nr 12 (2008), s. 140-159, ISSN 0012-2041[7]
- Rakiety (miniatura), w: „Dialog”, Warszawa, R. 54, nr 6 (2009), s. 24-26, ISSN 0012-2041
- Żyd, w: „Notatnik Teatralny” nr 56-57/2009, s. 196-243, ISSN 0867-2598[8]
- Nieskończona historia: na trzydzieści postaci, chór i orkiestrę dętą, w: „Dialog”, Warszawa, R.R. 55, nr 2 (2010), s. 5-41, ISSN 0012-2041[9]
- Artur Pałyga, Szwoleżerowie, wyd. Teatr Polski Bydgoszcz, 2011, ISBN 978-83-927124-8-0
- Obywatel K., w: „Dialog”, Warszawa, R. 57, nr 9 (2012), s. 30-52, ISSN 0012-2041[10]
- W środku słońca gromadzi się popiół, w: „Dialog”, Warszawa, R. 58[59], nr 1 (2014), s. 19-82, ISSN 0012-2041
- Morrison Śmiercisyn, w: „Ikony, pseudoherosi i zwykli śmiertelnicy : antologia najnowszego dramatu polskiego”, Agencja Dramatu i Teatru „ADiT”, Warszawa, 2015, ISBN 978-83-60699-26-3[11]
- W promieniach : zupełnie nieznane listy Marii Skłodowskiej-Curie, w: „Dialog”, Warszawa, R. 61, nr 7/8 (2016), s. 50-75, ISSN 0012-2041
- Rewizor: będzie wojna!, w: „Dialog”, Warszawa, R. 62, nr 7/8 (2017), s. 30-59, ISSN 0012-2041
- Wszystkie rodzaje śmierci, w: Encyklopedia Teatru Polskiego on-line[12]
- Wodzirej. Koszalin kulturkampf, w: Encyklopedia Teatru Polskiego on-line[13]

## Wybrane reportaże i artykuły
- Artur Pałyga, Kołchoz imienia Adama Mickiewicza: Reportaże z Białorusi, wyd. Buffi, Bielsko-Biała, 2005, ISBN 83-88279-07-6
- Artur Pałyga, Cała Polska czatuje na seks (2003), w: „20 lat nowej Polski w reportażach według Mariusza Szczygła”, wyd. Czarne, 2009, ISBN 978-83-753-6257-2
- Artur Pałyga, Niewolnice z Burkina Faso, w: „Tygodnik Powszechny” nr 11/2015, s. 40-42, ISSN 0041-4808
- Artur Pałyga, Znajomi i krewni Rzeźnika, w: „Rzeczpospolita” z 15.11.2001, ISSN 0208-9130[14]
- Artur Pałyga, Na żywieckim zamku zamieszka księżna, w: „Rzeczpospolita” 2001, nr 151, s. A7, ISSN 0208-9130
- Artur Pałyga, Chłopaki z „Samoobrony”, w: „Tygodnik Powszechny” 2002, nr 21, s. 4, ISSN 0041-4808

## Ekranizacje
- Hamlet 44 – scenariusz razem z Magdą Fertacz, Teatr Telewizji, reż. Paweł Passini, premiera: 4 sierpnia 2008[15]
- Tak nam się usiadło – scenariusz na podstawie „Matrix czyli zupa”, film fabularny – krótkometrażowy, reż. Tomasz Drabek, rok prod. 2009
- Tato – scenariusz na podstawie „Ojcze nasz”, Spektakl telewizyjny, reż. Małgorzata Bogajewska, premiera: 27 października 2015
- Żyd – scenariusz, Teatr Telewizji, reż. Aneta Groszyńska, premiera: 29 stycznia 2017[16]

## Słuchowiska
- W środku słońca gromadzi się popiół – 2014, realizacja Teatr Polski w Bydgoszczy, reż. Paweł Łysak, słuchowisko zrealizowane w technologii dźwięku wielokanałowego 5.1[17][18][19]
- Diabelski Młyn – 2014, reż. Paweł Łysak, realizacja Teatr Powszechny w Warszawie, transmisja Polskie Radio Program II[20]
- Znak Jonasza – 2016, neTTheatre, Polskie Radio, Warszawa, Lublin, reż. Paweł Passini. Koprodukcja neTTheatre/Centrum Kultury w Lublinie z Festiwalem Gorzkie Żale/Centrum Myśli Jana Pawła II oraz Programem 2 Polskiego Radia. Premiera w Studio Koncertowym Polskiego Radia im. Witolda Lutosławskiego[21]
- W promieniach. Zupełnie nieznane listy Marii Skłodowskiej-Curie – 2017, Polskie Radio Program I, reż. Wojciech Urbański[22]

## Inne publikacje
- Artur Pałyga, Jacek Bożek, Człowiek i pies. Zwierzę nie jest rzeczą, wyd. Klub Gaja, Bielsko-Biała, 2003, ISBN 83-902060-5-6
- Artur Pałyga, Ocalić owce w Beskidach!, w: „Śląsk : miesięcznik społeczno-kulturalny”, R. 13, nr 7 (2007), s. 20-23, ISSN 1425-3917
- Bielsko-Biała zdj. Krzysztof Pilecki, poezja Artur Pałyga, Wydawnictwo Buffi, Bielsko-Biała, 2007, ISBN 978-83-88279-12-6

## Nagrody
- 2006 – Bielsko-Biała, Ikar (XIV edycja)[23]
- 2008 – Wyróżnienie w Konkursie na Wystawienie Polskiej Sztuki Współczesnej za tryptyk Nic co ludzkie
- 2008 – Gdynia, główna nagroda na III Festiwalu Polskich Sztuk Współczesnych „Raport” za spektakl Żyd, reż. Robert Talarczyk
- 2009 – Gdynia, główna nagroda na IV Festiwalu Polskich Sztuk Współczesnych „Raport” za spektakl Wszystkie rodzaje śmierci, reż. Paweł Passini
- 2009 – Poznań, konkurs „Metafory Rzeczywistości”, nagroda dziennikarzy i publiczności za tekst: Nieskończona historia
- 2009 – Główna nagroda w XV Konkursie na Wystawienie Polskiej Sztuki Współczesnej za spektakl Ostatni taki ojciec
- 2009 – Bydgoszcz, VIII Festiwal Prapremier, nagroda dla twórców przedstawienia Ostatni taki ojciec Sceny Prapremier InVitro w Lublinie (wspólnie z Łukaszem Witt-Michałowskim, Maxem Kowalskim i całym zespołem aktorskim)
- 2013 – Gdynia, Gdyńska Nagroda Dramaturgiczna za: W środku słońca gromadzi się popiół[24]
- 2014 – Bydgoszcz, Nagroda Województwa Kujawsko-Pomorskiego
- 2015 – Zabrze, XVII Festiwal Dramaturgii Współczesnej „Rzeczywistość przedstawiona” za: Tato
- 2016 – Bielsko-Biała, Laur Dembowskiego[25]